# 8980 Heliaca
8980 Heliaca è un asteroide della fascia principale. Scoperto nel 1977, presenta un'orbita caratterizzata da un semiasse maggiore pari a 2,7667079 UA e da un'eccentricità di 0,1986519, inclinata di 8,84249° rispetto all'eclittica.